# Lille jätten
Lille jätten är en uppslagsbok från 1940-talet med den fullständiga titeln Lille Jätten. Uppslagsbok för skolungdom. Repetitionskurs för vuxna. Vägledning för studiecirklar. Boken kom ut i två upplagor, den första 1944 och den andra 1947, båda på Bokförlaget Natur och Kultur, Stockholm, under Karl-Erik Näsmarks ledning.
Boken är en nästan 1 600 sidor tjock uppslagsbok systematiskt sorterad efter olika ämnesområden. Allt från astronomi, fysik, matematik och filosofi till historia, nationalekonomi, samhällslära, sport och friluftsliv täcks in. Syftet med boken var att i koncentrerad form samla hela den kunskapsmängd som lärdes ut i den dåtida skolan, samt även fylla ut med sådant som ansågs borde höra till allmänbildningen.
Uppslagsboken hämtade i sitt upplägg inspiration från den finska motsvarigheten Pikku Jättiläinen.

## Nya tidens sju underverk
I upplagan från 1947 presenterades följande lista på "Nya tidens sju underverk":
1. Radion
2. Panamakanalen
3. Luftskeppet
4. Flygmaskinen
5. Radium
6. Kinematografen
7. Jättefartygen